# Santana (Madeira)
Santana és un municipi de l'arxipèlag de Madeira que es divideix en sis parròquies:
- Arco de São Jorge
- Faial
- Ilha
- Santana
- São Jorge
- São Roque do Faial